# Мустафа Дахлеб
Мустафа Дахлеб (араб. مصطفى دحلب; нар. 8 лютого 1952, Беджая) — алжирський футболіст, що грав на позиції півзахисника.
Виступав, зокрема, за клуб «Парі Сен-Жермен», а також національну збірну Алжиру.

## Клубна кар'єра
У дорослому футболі дебютував 1969 року виступами за команду клубу «Седан», в якій провів два сезони, взявши участь лише у 4 матчах чемпіонату.
Потім у 1971—1973 роках грав в Алжирі за місцеву команду «Белуїздад». У сезоні 1973/74 повернувся в «Седан» і взяв участь в 27 матчах, забивши 17 м'ячів, проте не врятував команду від вильоту з вищого дивізіону
В наступному сезоні перейшов в «Парі Сен-Жермен».. За столичний футбольний клуб виступав 10 років, провів 306 матчів і забив 98 м'ячів — один з найкращих результатів в історії клубу. У 1982 і 1983 роках виграв разом з командою Кубок Франції.
Завершив професійну ігрову кар'єру у клубі «Ніцца», за команду якого виступав протягом сезону 1984/85 років.

## Виступи за збірну
1973 року дебютував в офіційних матчах у складі національної збірної Алжиру.
У складі збірної був учасником чемпіонату світу 1982 року в Іспанії, на якому виводив збірну в статусі капітана. Також у її складі став півфіналістом Кубка африканських націй 1982 року.
Протягом кар'єри у національній команді, яка тривала 10 років, провів у формі головної команди країни лише 26 матчів.

## Досягнення
- Володар Кубка Франції: 1982, 1983
- Кавалер ордена Почесного легіону: 2003